# Hornbeer
Hornbeer er et dansk mikrobryggeri som har til huse på en gård i udkanten af Sæby i den nordlige del af Lejre Kommune.
Mikrobryggeriet drives af familien Sandgreen Jensen siden august 2018, og det blev etableret 7. maj 2008.
Bryggeriet nedbrændte dog i august samme år, og bryggeriet måtte brygge sine øl hos andre bryggerier indtil det i efteråret 2009 havde oprettet et nyt bryggeri.
Hornbeer blev i 2009, 2010, 2011 og 2013 kåret som årets bedste danske bryggeri af foreningen Danske Ølentusiaster.  Hornbeer har i alt 6 gange vundet titlen "Årets bedste ølnyhed"
Bryggeriet har mange øl i deres sortiment, men deler dem selv op i to kategorier, "hoppy" (dvs "humlede") og "malty" (dvs "maltede"). I første kategori er den mest humlede Imperial IPA, en India Pale Ale, og i anden kategori er Hornbock.